# 安德里·皮利希科夫
安德里·鮑里索維奇·皮利希科夫（羅馬化：Andrii Borysovych Pilshchykov；1993年2月3日—2023年8月25日），又譯安德烈·皮尔希科夫，烏克蘭戰鬥機飛行員，呼號果汁（Juice／Джус），烏克蘭第40戰術航空旅上尉。在俄羅斯入侵烏克蘭期間駕駛米格-29戰鬥機。
皮利希科夫死後被追授為少校軍銜。

## 生平
皮利希科夫出生於哈爾科夫，在哈爾科夫第116中學度過了他的學年。
他十幾歲的時候，就對航空感到興趣，經常參觀當地的機場。
2008年5月24日，皮利希科夫在烏克蘭飛機攝影網站上上傳了他的第一張飛機攝影照片，並留言說：「抱歉，這張照片的質量不好——手邊只有一部手機:(」。截至2020年9月26日，他在烏克蘭和其他國家拍攝了705張照片，並加速了哈爾科夫州的飛機攝影運動。
他第一次乘坐的是利倫塔爾Kh-32貝卡斯超輕型飛機，由烏克蘭哈爾科夫社區組織「民間航空巡邏隊」的一名飛行員駕駛。
2011年皮利希科夫就讀伊萬·闊日杜布國立空軍大學，其在成為一名飛行員之前以「民間航空巡邏隊」學員身份學習和實地考察。

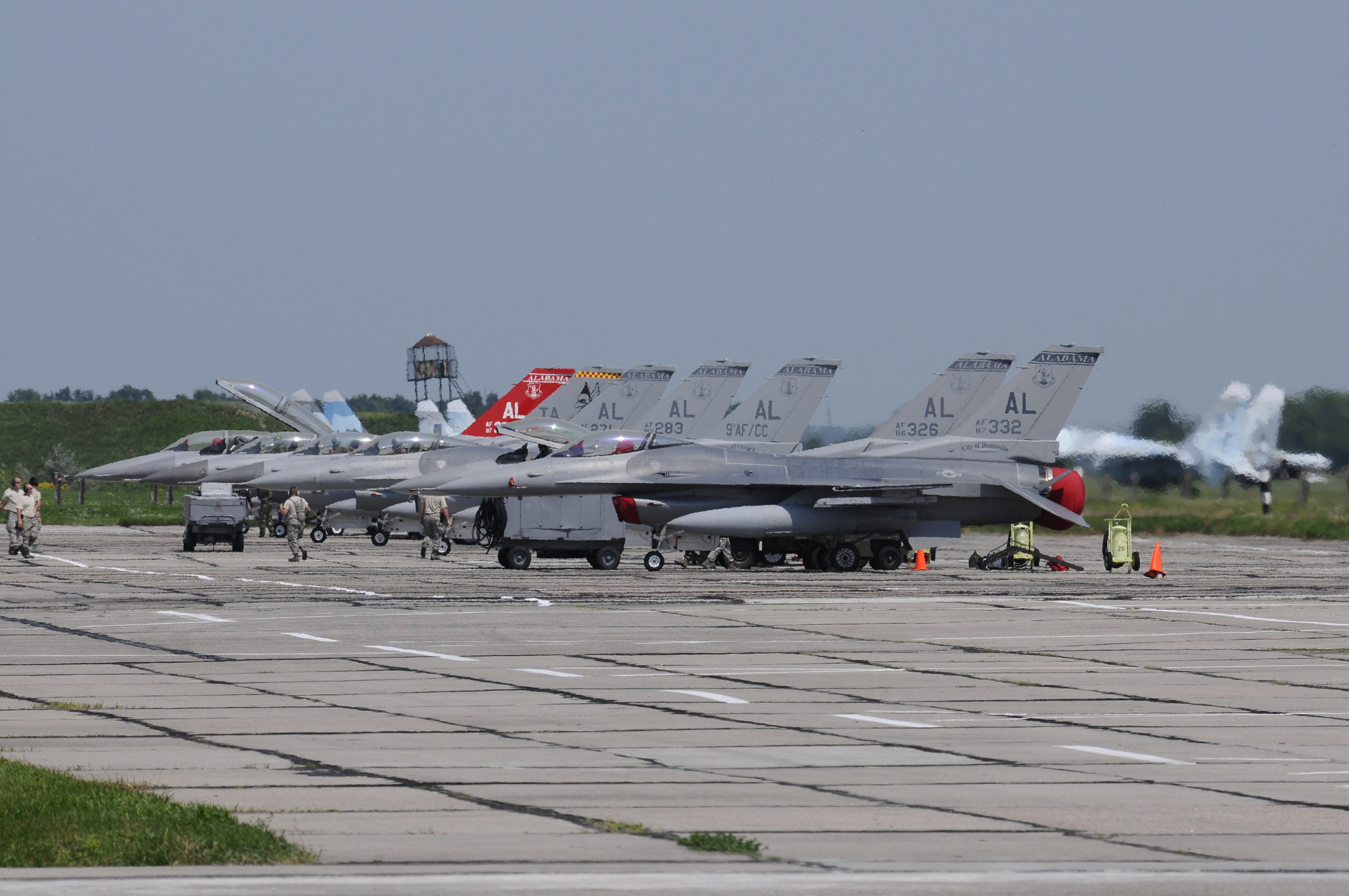
2011年7月19日，「安全天空2011」演習期間，F-16C和F-16D在米爾哥羅德空軍基地列隊

2011年7月16日至29日，皮利希科夫參加「安全天空2011」多國演習，在那裡他第一次看到F-16並拍攝了幾架F-16C的照片（尾號「87-0271」 、「87-0332」、「86-0326」）和F-16D（尾號「87-0388」）。
2014年，皮利希科夫以學員身份訪問挪威，並首次坐在當地F-16的駕駛艙內。
2016年4月19日，皮利希科夫在經過5年訓練後，首次駕駛MiG-29戰鬥機進行單人飛行。
在2018年，皮利希科夫參加了「晴空2018」國際演習，並被允許坐在美國空軍F-15鷹式戰機（尾號「86-0144」）的駕駛艙內。
2018年冬，皮利希科夫畢業並入伍加入烏克蘭第40戰術航空旅。

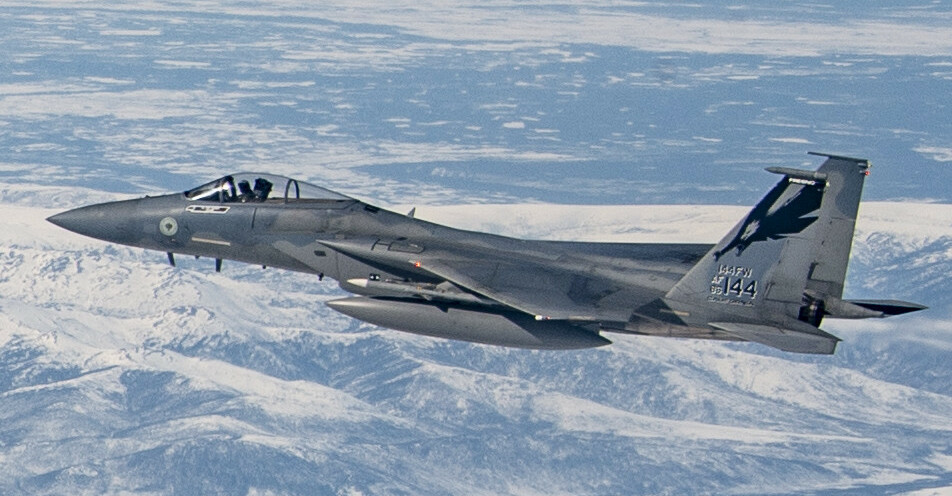
2022年4月18日，來自第144戰鬥機聯隊的F-15C鷹（尾號「86-0144」）飛越阿拉斯加州聯合太平洋阿拉斯加靶場

2019年9月，皮利希科夫前往美國加利福尼亞州 ，從加州空軍國民警衛隊第144戰鬥機聯隊處完成訓練，在那裡他駕駛一架F-15。在聯合訓練期間，他的美國朋友因為他不喝酒而給了他「果汁」的代號，因為他在聯訓時不會喝酒精飲料。有一段時間，他是烏克蘭武裝部隊中唯一有正式呼號的飛行員。
在飛行之間的休息時間，我們穿著飛行服去了一家比薩店，點了一份訂單，當它被送來時，服務員說：「帳單已經付清了。」皮爾希科夫問：「怎麼付的？由誰付的？」然後他看到隔壁桌上的一個老兵。他（老兵）說：「上帝保佑美國！感謝你在空中保衛我們的國家。」這種態度非常不尋常。當巡邏警察來到咖啡館時，美國飛行員為警察支付了訂單，並說：「感謝你在我們保護美國的同時保護我們的家人。」皮爾希科夫看到了美國如何對待飛行員、軍事飛行員，他試圖盡力確保烏克蘭的飛行員也能得到同樣的待遇。
——弗拉基米爾 B.，《為天空而生：安德里·「果汁」·皮爾希科夫訃告》
在2021年，由於皮利希科夫對烏克蘭空軍的舊蘇聯體制文化不滿，於是辭職。他在辭職信中列出了空軍相關的組織問題是為他決定離開的原因。

## 事蹟
自從2022年俄羅斯入侵烏克蘭開始，皮利希科夫就決定不等待動員，重新回到空軍服役。最初他參與保衛機場安全工作，後來又開始保衛烏克蘭的天空。他參與了基輔和其他領土的防空工作。自2022年3月以來，皮利希科夫在休整期間多次被《CNN》現場採訪，並在戴上口罩或頭盔下進行匿名訪問。
截至2022年5月7日，皮利希科夫的戰鬥飛行時間為500小時。直到皮利希科夫死亡為止，他共執行了100多次戰鬥飛行，摧毀了數十個敵方指揮所。
2023年6月2日，他與飛行員弗拉迪斯拉夫·薩維列夫（呼號「游牧者」）一起駕駛兩架米格-29戰鬥機在東部進行了一次成功的作戰任務，並發射AGM-88飛彈。

### 基輔幽靈
| 彼得·波羅申科 | Twitter的logo，一个风格化的小蓝鸟 |
| @poroshenko   | Twitter的logo，一个风格化的小蓝鸟 |

圖為一名MiG-29飛行員。「基輔幽靈」同一人。他讓敵人感到恐懼，讓烏克蘭人感到自豪🇺🇦 他已經6次戰勝俄羅斯飛行員了！有如此強大的防守者，烏克蘭一定會贏！
2022年2月25日

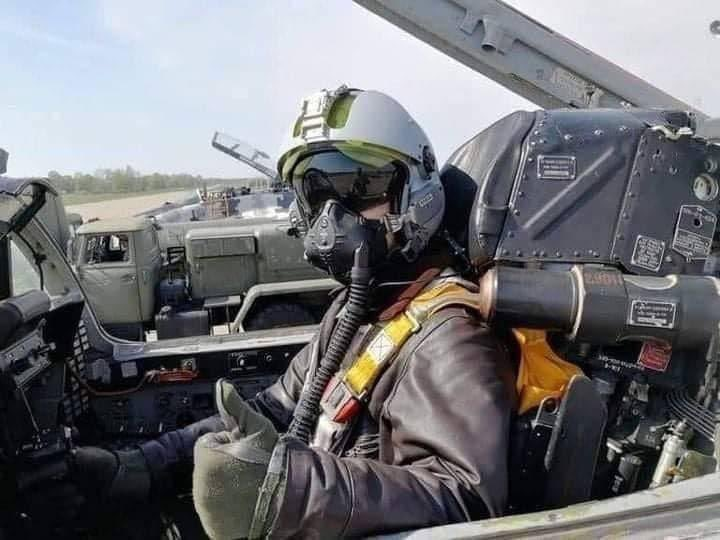
烏克蘭前總統彼得·波羅申科在Twitter上聲稱是基輔幽靈的照片。

2022年2月25日，烏克蘭前總統彼得·波羅申科在Twitter上發佈一張圖片，聲稱這是基輔幽靈的照片。這張照片後來被發現是2019年烏克蘭國防部帖子的圖片。

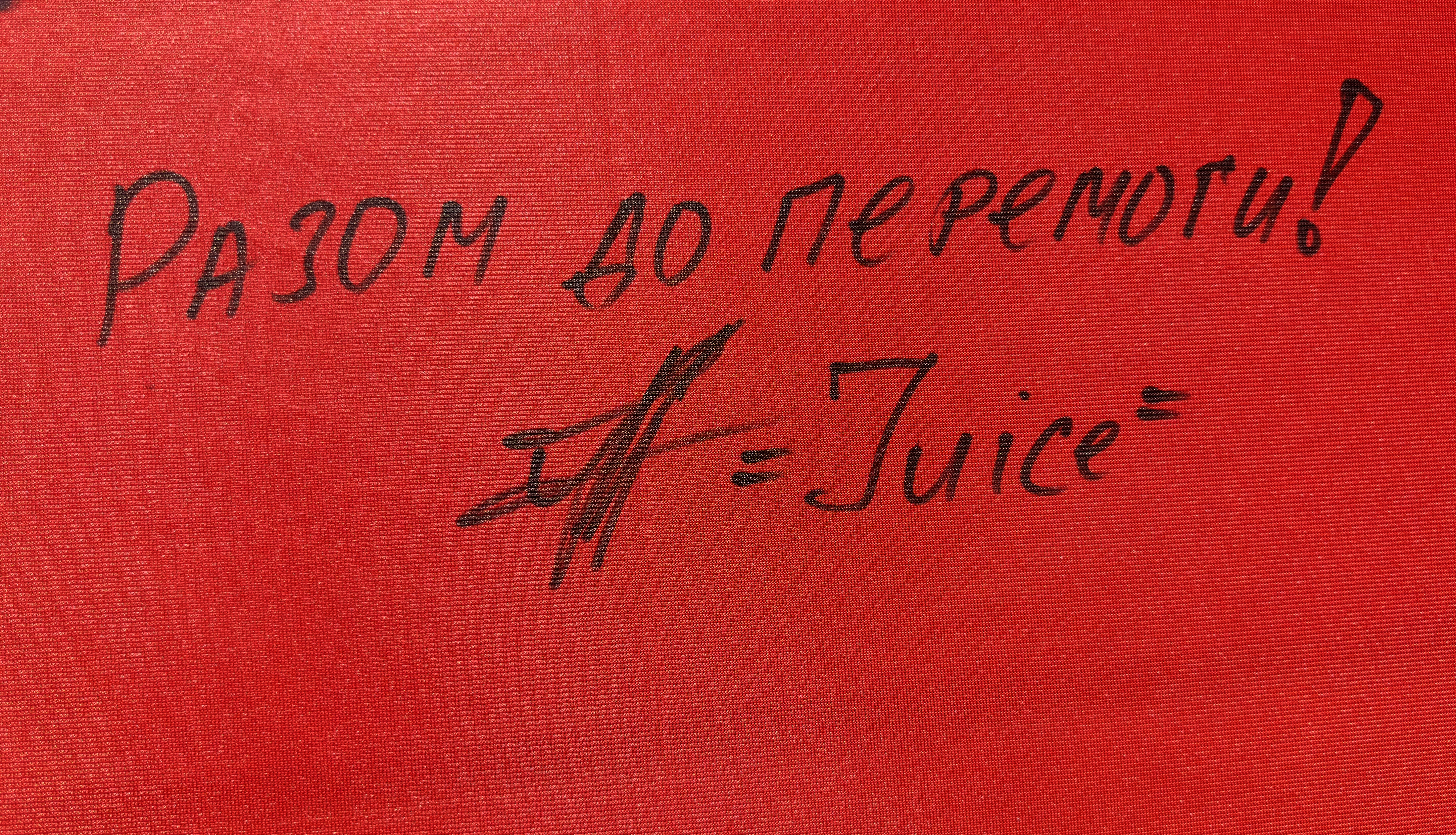
共同走向勝利！ （2023 年 4 月 7 日）

2022年3月2日，《Military.com》表示，「『基輔幽靈』幾乎可以肯定是一個神話，正好發生在烏克蘭試圖團結其公民抵抗俄羅斯征服時，這是一個非常有用的神話。」
2022年4月29日，烏克蘭戰鬥機飛行員斯捷潘·塔拉巴爾卡陣亡後，《泰晤士報》聲稱塔拉巴爾卡是「基輔幽靈」本尊。2022年4月30日，烏克蘭空軍司令部承認「基輔幽靈」是神話，寫道「基輔幽靈是一個超級英雄傳奇，其角色是由烏克蘭人創造的」，並且「#GhostOfKyiv還活著，它體現了高素質飛行員的集體精神。」
| 果汁戰士        | Twitter的logo，一个风格化的小蓝鸟 |
| @_juicefighter_ | Twitter的logo，一个风格化的小蓝鸟 |

等待幽靈毒蛇🇺🇦👍
2023年5月19日
2022年8月27日，即烏克蘭國定假日航空日當天，慈善基金會「為了我的烏克蘭」和烏克蘭藝術家安德里·科夫通根據「基輔幽靈」的照片為藍本創作出「基輔幽靈」壁畫。2023年5月19日，皮利希科夫在Twitter上發佈一張自拍照，他站在這幅壁畫前面，並寫道「等待幽靈毒蛇🇺🇦👍」。
皮利希科夫去世後，他在「民用空中巡邏隊」組織時期的導師在其訃告中透露「基輔幽靈」神話的起源是出自皮利希科夫的點子：
指揮官們批准了這個想法，認為這是對俄羅斯人的戲弄，俄羅斯人曾聲稱他們在戰爭的第一天就摧毀了所有飛機。而具有惡搞風格的安德里說：「在這裡，我們就在他們摧毀的飛機上，而這些飛機並不存在——我們就這樣子和他們激戰。哪我們是誰呢？幽靈！」
——弗拉基米爾 B.，《為天空而生：安德里·「果汁」·皮爾希科夫訃告》
其還在訃告中透露，波羅申科最初發佈的「基輔幽靈」照片中的人物就是皮利希科夫：
烏克蘭和外媒開始刊登這張2019年拍攝安德里戴著法國頭盔的照片，聲稱這是傳說中的「基輔幽靈」。
——弗拉基米爾 B.，《為天空而生：安德里·「果汁」·皮爾希科夫訃告》

### 遊說工作
皮利希科夫在烏克蘭空軍服役期間，他主張通過高質量的照片和影片在媒體和新聞中宣傳空軍的工作。據烏克蘭空軍發言人尤里·伊格納特稱，由於他擅長英語和專業的航空知識，皮利希科夫積極參與空軍現代化公共事務工作並參與對外國媒體的官方交流。
「果汁」告訴我世界上所有關於航空和防空的事情，在通訊軟體中寫了成千上萬條訊息。很奇怪，但我不知怎地已經習慣了他那些一絲不苟的評論。現在沒有他了，該怎麼辦呢？
——尤里·伊格納特，《他夢想著F-16戰機飛翔在烏克蘭的天空……》
皮利希科夫被視為烏克蘭空軍面臨的挑戰和向烏克蘭提供F-16戰鬥機需求的權威來源。其在接受《華盛頓郵報》、《金融時報》、《CNN》、《福克斯新聞》和《BBC新聞》的採訪中，他呼籲西方夥伴向烏克蘭提供現代化戰鬥機。
| 亞當·金辛格（榮光歸烏克蘭）🇺🇸🇺🇦 | Twitter的logo，一个风格化的小蓝鸟 |
| @AdamKinzinger                  | Twitter的logo，一个风格化的小蓝鸟 |

我在華盛頓遇到了烏克蘭英雄飛行員「果汁」，當時他正在熱情地談論 F16 的需求。 我們是好朋友，我們會非常想念他。
2023年8月29日
2022年6月，皮利希科夫與另一名烏克蘭飛行員「月魚」（呼號）訪問美國，向美國國會爭取為烏克蘭購買F-16戰鬥機。美國演員辛·潘加入了皮利希科夫和月魚的遊說活動。飛行員與美國國會議員會面，討論烏克蘭所需的現代武器系統。皮利希科夫和月魚在華盛頓特區的美國眾議員亞當·金辛格辦公室會面。由於這次會議，亞當·金辛格於2022年6月17日向美國眾議院提出了《烏克蘭戰鬥機飛行員法案》。該法案由多名眾議員克麗絲·胡拉漢、劉雲平、蘇珊·懷爾德、湯姆·馬林諾夫斯基、阿比蓋爾·斯潘伯格和邁克·萊文共同背書。

### 死亡

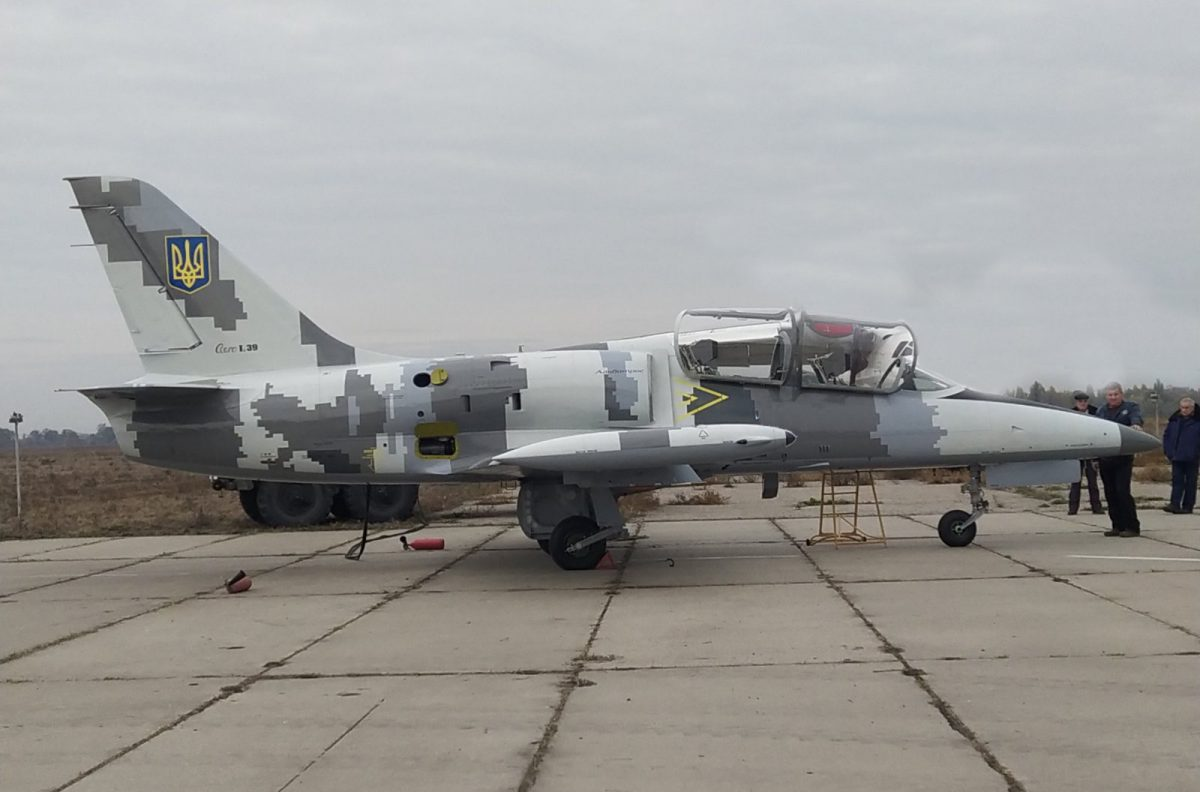
烏克蘭空軍Aero L-39M1 信天翁

2023年8月25日晚上，皮利希科夫與兩名飛行員、維亞切斯拉夫·明卡少校和謝爾希·普羅卡津少校，在他們的兩架L-39M1教練機於日托米爾州辛古里附近相撞時身亡。《CNN》報導了他的死訊，而烏克蘭媒體也對他的死訊廣泛報導，其中刊登有他全貌的全彩照片。2023年8月26日，烏克蘭總統弗拉基米爾·澤連斯基在演講中提到了皮利希科夫的死訊。烏克蘭國家調查局已啟動刑事調查，調查飛機失事的原因。

## 紀念和葬禮
2023年8月26日，烏克蘭空軍為皮利希科夫、明卡和普羅卡津舉行了一場焚燒鋼琴儀式。飛行員的呼號和兩架L-39M1的尾號「102」（代表「102 BLUE」）和「107」（代表「107 BLUE」）被畫在焚燒的鋼琴上。

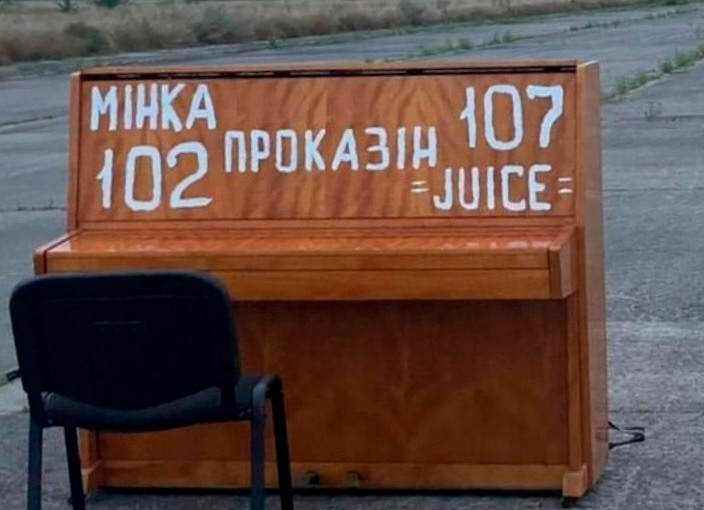
焚燒前的鋼琴
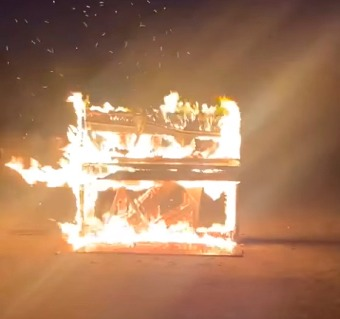
焚燒中的鋼琴

2023年8月27日，皮利希科夫的母親和女友宣佈，一個支持烏克蘭飛行員的慈善組織將以安德里·皮利希科夫的名字重新命名。同一天，烏克蘭軍事記者和影片製作人瓦西爾·赫梅列夫斯基分享了一段長達4分鐘的影片剪輯，其中結合了在訓練飛行中拍攝的L-39C駕駛艙視頻，並指出「此影片已由皮利希科夫於2015年錄製和編輯」。皮利希科夫在此次訓練飛行中駕駛的L-39C駕駛艙視圖照片，日期為2015年8月，已於2015年8月12日上傳到烏克蘭攝影者網站。L-39C的空中照片（尾號「103 BLUE」）出現在影片中，日期為2015年8月，並於2016年8月7日作為烏克蘭空軍日的賀卡上傳。2015年8月拍攝的L-39C（尾號「08 WHITE」）空中照片，於2019年7月3日上傳，附有以下評論：「對這架飛機感到惋惜，但幸好學員安然無恙，沒有碰觸到地面的任何東西。」，此評論指的是該飛機在2019年7月2日在斯塔羅維里夫卡附近進行訓練飛行時的事故。
| 瑪麗亞·阿夫德耶娃 | Twitter的logo，一个风格化的小蓝鸟 |
| @maria_avdv       | Twitter的logo，一个风格化的小蓝鸟 |

— 再等一下，這架飛機就會到達了。
— 答應我，我會在第一架飛機上做一個環形飛行。我會代替他升空。
「果汁」的母親在告別儀式上向空軍司令米科拉·奧列舒克發言。這就是F-16的意義。
2023年8月29日
2023年8月29日，烏克蘭陣亡將士紀念日同日，皮利希科夫於在基督復活大總主教座堂進行公眾告別儀式，然後皮利希科夫安葬於基輔的阿斯科德之墓，幾個月前烏克蘭英雄德米特羅·科丘拜洛也埋葬於此。許多人前來向皮利希科夫致以最後的敬意，其中包括烏克蘭武裝部隊空軍司令米科拉·奧列舒克中將。
皮利希科夫的母親莉莉婭·皮爾奇科娃要奧列舒克保證帶她乘坐第一架F-16飛機在烏克蘭上空盤旋。奧列舒克給她確實答案：「當然。」烏克蘭歐洲專家協會研究主任瑪麗亞·阿夫德耶娃在Twitter上發布了這段對話的影片片段。

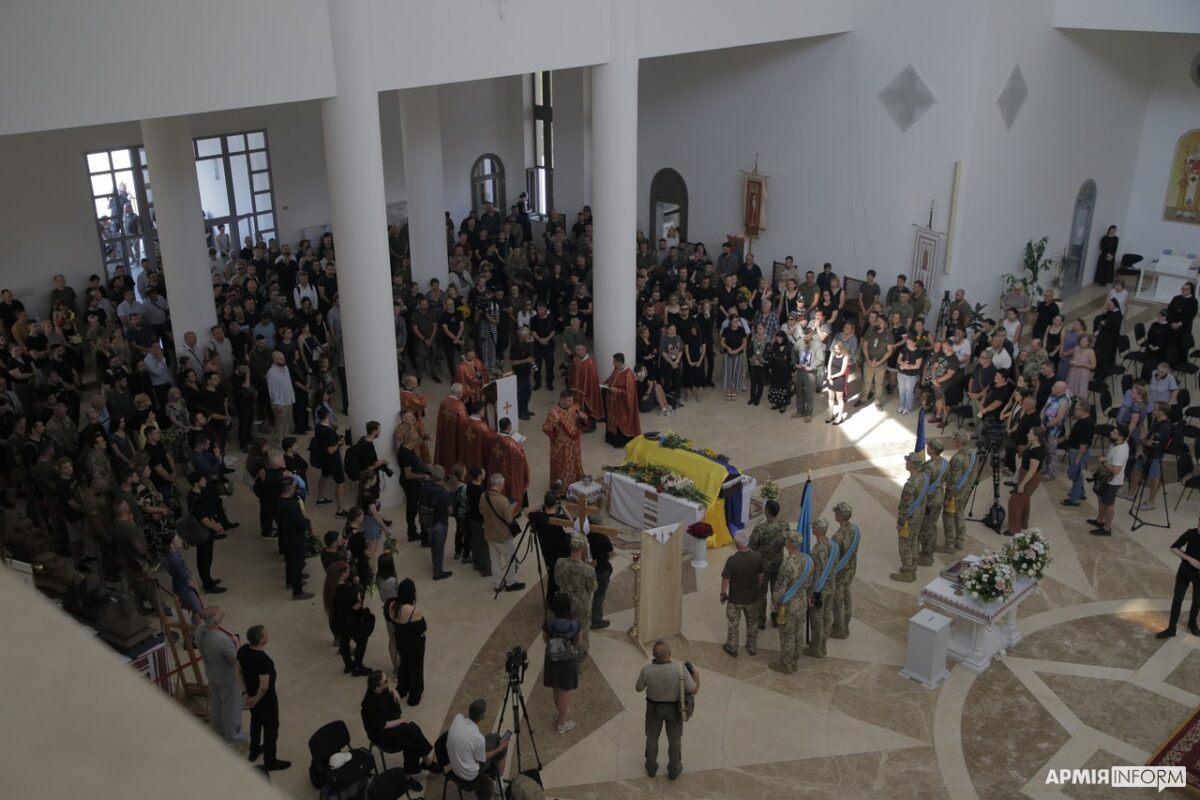
基督復活大總主教座堂的公眾告別儀式
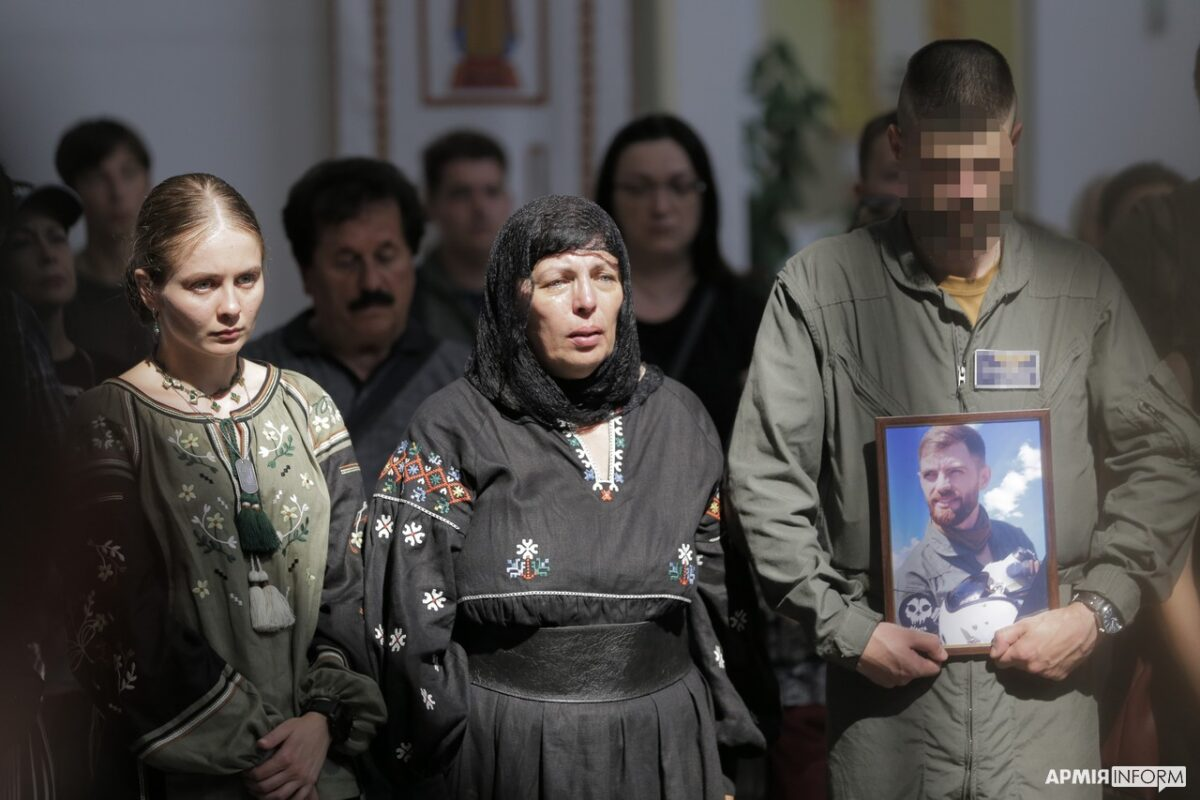
梅拉尼婭·波多利亞克和莉莉亞·阿維揚諾娃
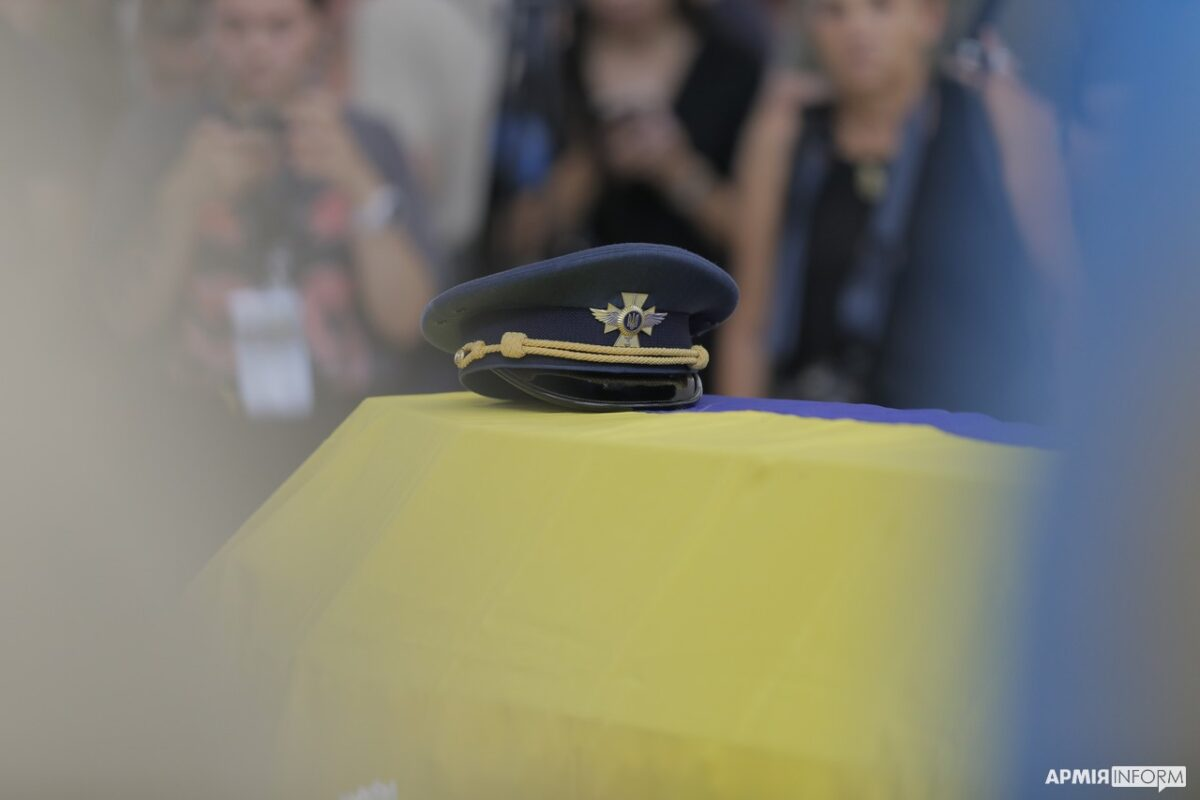
安德里·皮利希科夫的棺木上覆蓋著烏克蘭國旗
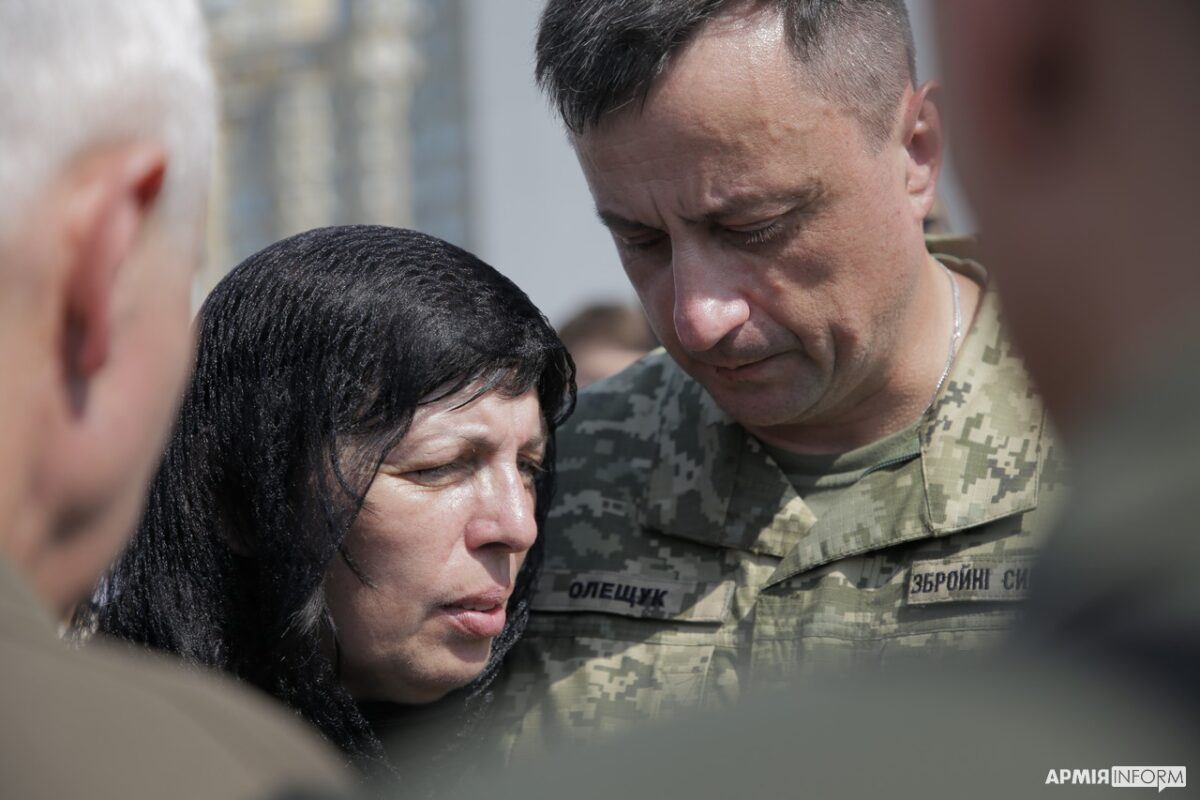
莉莉婭·阿維揚諾娃和米科拉·奧列舒克

《Militarnyi》是一個烏克蘭軍事新聞網站，多年來皮利希科夫一直為該網站做出貢獻，他們是皮利希科夫的朋友，與他有著密切的聯繫。該團隊創作了一部長達39分鐘的影片《代號「果汁」·安德里·皮利希科夫·Militarnyi·回憶錄》。該網站還刊登了一篇詳細的皮利希科夫生平事蹟之訃告，部分內容是該影片的文字轉錄，但也包括影片中未描述的事蹟。

## 榮譽
烏克蘭總統弗拉基米爾·澤連斯基發佈第600/2023 號總統令，追授皮利希科夫二級勇氣勳章。
- 二級勇氣勳章[78]
- 三級勇氣勳章[79]

## 備注
1. ↑  或完全按烏克蘭語名譯安德里·波里索維奇·皮利什奇科夫

## 外部鏈結
- 安德里·皮利希科夫的Facebook專頁
- 安德里·皮利希科夫的Instagram帳戶
- 安德里·皮利希科夫的X（前Twitter）
- Andriy Pilschykov （页面存档备份，存于） on Spotters.Aero (Ukrainian Spotter's Site)
- 為天空而生：安德里·「果汁」·皮利希科夫訃告 （页面存档备份，存于） by Volodymyr B. on Militarnyi

## 影片
- YouTube上的Бойовий пілот Джус про передачу F-16, літаки росіян, повітряні бої. Велике інтерв'ю + ENG SUB, Toronto Television, 2023-02-05.
- YouTube上的Пілоти провели символічну церемонію прощання з побратимами, які загинули на Житомирщині, Говорить Великий Львів, 2023-08-27.